# جون موشويو
جون ليسيبا موشويو (بالإنجليزية: John Moshoeu)‏ (18 ديسمبر 1965 – 21 أبريل 2015) كان لاعب كرة قدم جنوب أفريقي.
ولد في سوويتو في غاوتنغ. لعب مع عدة أندية مثل كايزر شيفز وكوكواليسبور التركي وغنسيليبيرليجي التركي نادي فنربغشة التركي ونادي بوراسبور التركي، ولعب مع نادي أمازولو.
وقد لعب مع منتخب جنوب أفريقيا لكرة القدم وشارك معهم في 73 مباراة وسجل 8 أهداف.

## روابط خارجية
- جون موشويو على موقع الاتحاد الدولي (مؤرشف)  (الإنجليزية)
- جون موشويو على موقع اتحاد تركيا (لاعب) (الإنجليزية)
- جون موشويو على موقع قاعدة بيانات كرة القدم.إي يو (الإنجليزية)
- جون موشويو على موقع ناشيونال فوتبول تيمز (الإنجليزية)
- جون موشويو على موقع عالم كرة القدم.نت (الإنجليزية)